# Frankfurt (Oder)
 For alternative betydninger, se Frankfurt. (Se også artikler, som begynder med Frankfurt)
Frankfurt an der Oder er en by i den tyske delstat Brandenburg, beliggende ved floden  Oder på den tysk-polske grænse, over for byen Słubice som var en del af Frankfurt indtil 1945. I slutningen af 1980-erne nåede den sit befolkningsmæssige højdepunkt med 87.000 indbyggere. Antallet er faldet til 70.000 i 2002 og forventes at dale til 58.000 i 2010.
Det officielle navn Frankfurt (Oder) og det tidligere, nu uformelle Frankfurt an der Oder, bruges for at adskille den fra den større by Frankfurt am Main.

## Historie
Byen blev grundlagt i 1200-tallet. I senmiddelalderen dominerede den handelstrafikken på floden mellem Breslau og Stettin. Byen har haft unversitet siden 1500-tallet – Universität Viadrina – , som imidlertid blev lukket ved oprettelsen af Humboldt-universitetet i Berlin. Lærerstaben og udstyret blev flyttet til andre læreanstalter, især Breslau (po. Wrocław) i nutidens Polen.
I april 1945 ved afslutningen af 2. Verdenskrig brændte praktisk talt hele byen. Da grænsen mellem Tyskland og Polen blev trukket efter krigen, havnede bydelen Dammvorstadt på den polske side af grænsen og blev til byen Słubice. Grænsen mellem Tyskland og Polen går langs Oder (polsk Odra) .

## Kendte personer fra Frankfurt an der Oder
- Carl Philipp Emanuel Bach, organist og komponist
- Erich Hoepner, generaloberst og modstandsmand mod Hitler
- Alexander von Humboldt, naturforsker
- Michael Praetorius, organíst og komponist